# Hymmen

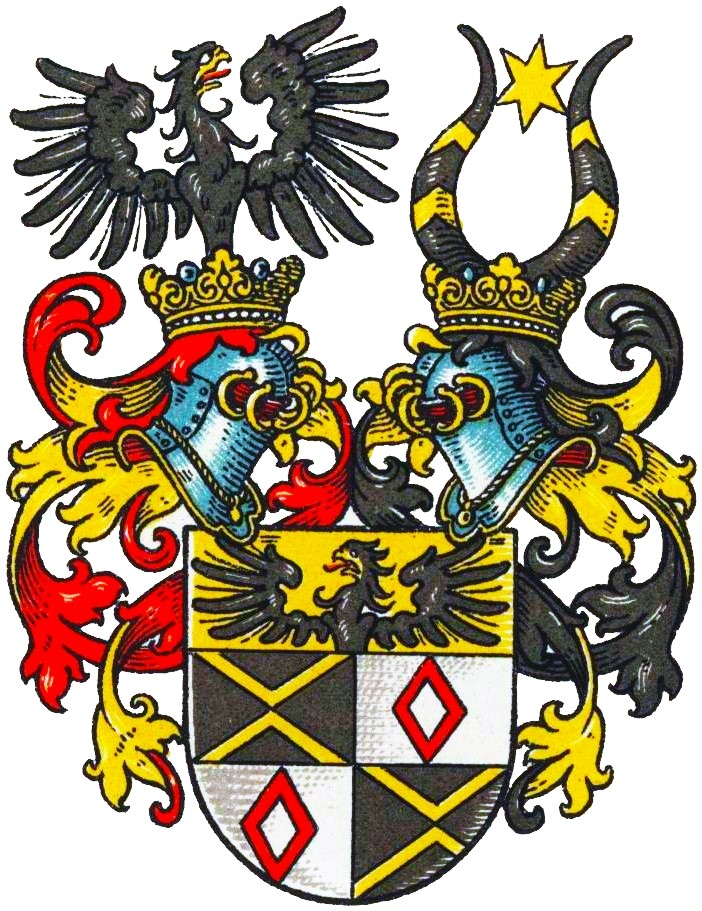
Wappen derer von Hymmen im Wappenbuch des Westfälischen Adels

Hymmen ist der Name eines rheinländisches Adelsgeschlechts.

## Geschichte
Das briefadelige Geschlecht erscheint urkundlich erstmals mit Peter Hymmen vom Gut Hohenholz in Königshoven, Amtsbezirk Kaster an der Erft, und seinem Bruder, Zöllner zu Blatzheim, im Jahr 1550. Die sichere Stammreihe beginnt mit Heinrich Hymmen (um 1532–1612), herzoglich jülich-bergischer Advokat, später Gutsbesitzer in Winkhausen bei Lüdenscheid. Der preußische Geheime Regierungsrat und Kanzler in Kleve, Dr. jur. Reinhard Hymmen (1661–1722), führte seit etwa 1715 unbeanstandet das Adelsprädikat und wird mit seinen Nachkommen zum preußischen Adel gerechnet. Die sieben Kinder des preußischen Geheimen Regierungsrats Heinrich Johann Hymmen († 1757) wurden am 11. Februar 1770 in Wien in den Reichsritterstand aufgenommen mit Namensmehrung „Edler von Hymmen“. Dieselben wurden gemeinsam mit ihren Vettern Johann Wilhelm Bernhard Hymmen (1725–1787) und Georg Hymmen, preußischer Geheimer Regierungsrat in Kleve, am 2. Oktober 1786 in Berlin in den preußischen Adelsstand erhoben.
Johann Wilhelm Bernhards Enkel, der Landrat Eberhard von Hymmen (1784–1854), erwarb 1830 die Burg Endenich bei Bonn, die bis 1962 im Besitz der Familie verblieb. Sein ältester Sohn Ernst (1823–1910) kaufte 1847 das Haus Unterbach bei Düsseldorf, das bis heute von Nachfahren in weiblicher Linie, hier der Jutta von Hymmen-Unterbach, Familie Zech von Hymmen, bewohnt wird.

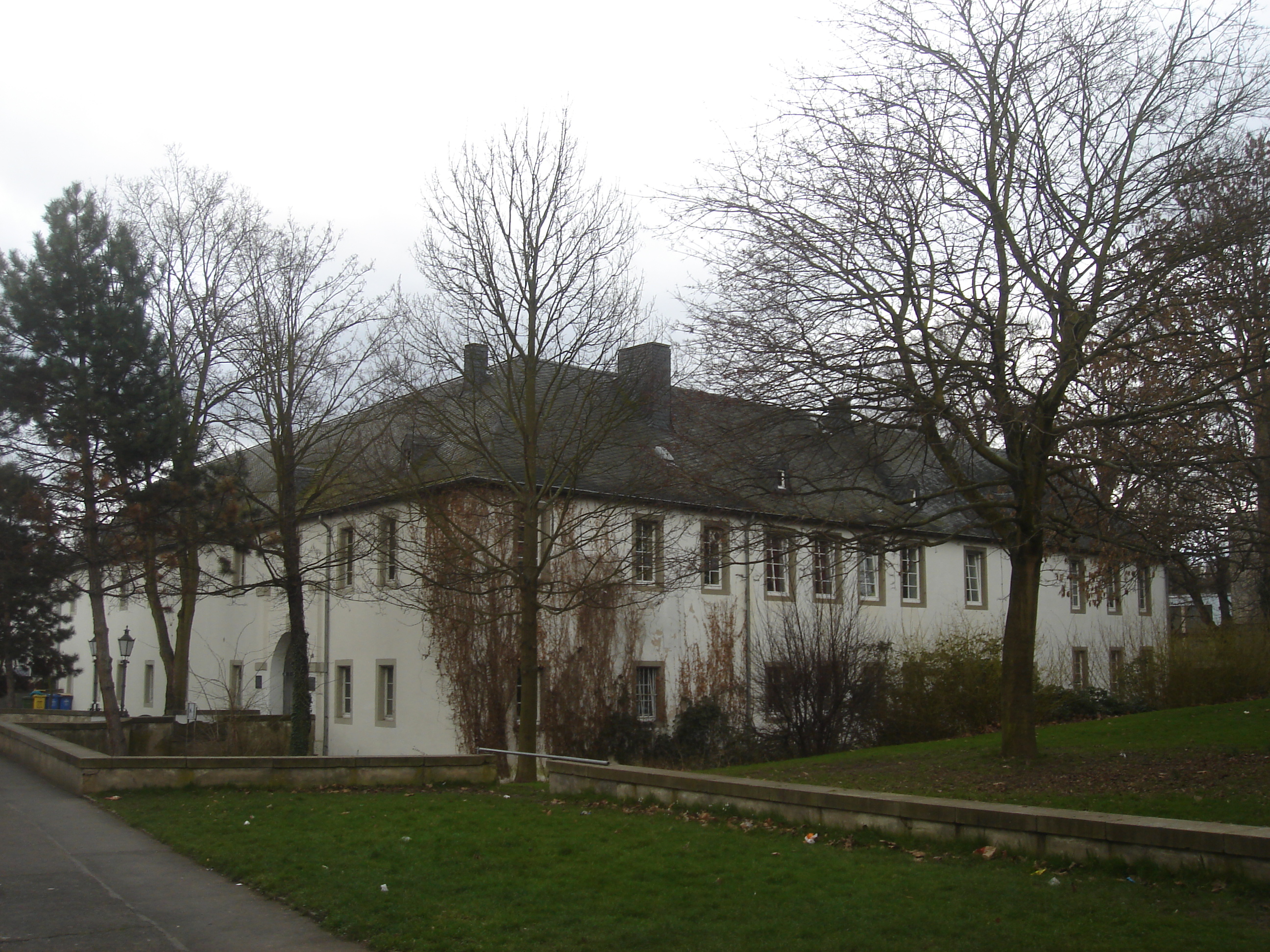
Burg Endenich
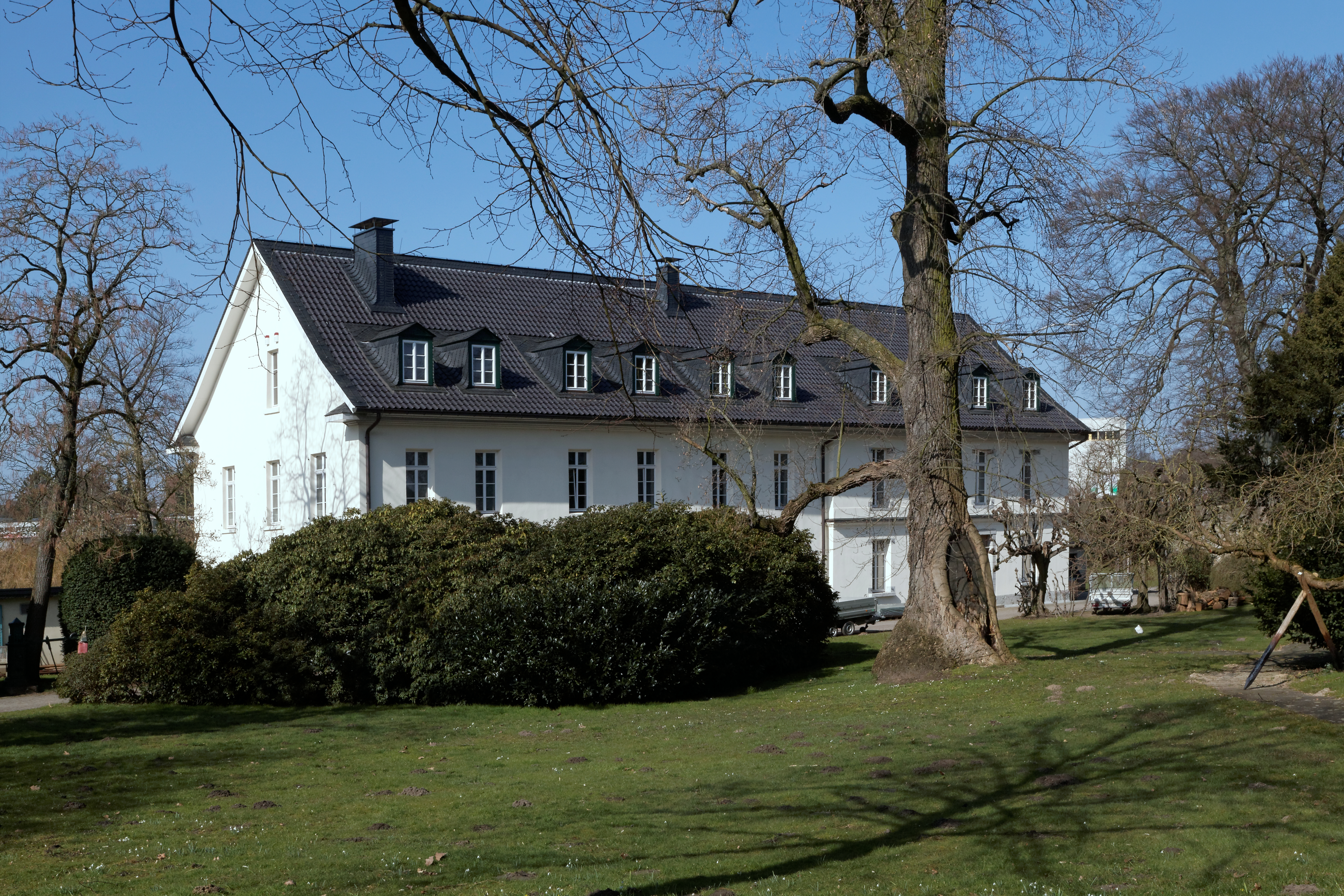
Haus Unterbach

## Wappen
- Das Stammwappen zeigt in Silber zwei gegeneinander gekehrte schwarze Sparren über durchbrochener schwarzer Raute. Auf dem Helm mit schwarz-silbernen Decken ein schwarzer Sparren zwischen zwei silbernen Büffelhörnern.
- Gemehrtes Wappen von 1770 und 1786: Unter goldenem Schildeshaupt, darin ein schwarzer Adler, geviert, 1 und 4 in Schwarz zwei gegeneinander gekehrte goldene Sparren, 2 und 3 in Silber eine durchbrochene schwarze Raute. Zwei Helme, auf dem rechten mit rot-goldenen Decken der wachsende Adler, auf dem linken mit schwarz-goldenen Decken ein goldener Stern zwischen zwei mit goldenen Sparren belegten schwarzen Büffelhörnern.[1] Teilweise sind die Farben gewechselt, d. h. der Adler im Schildhaupt und auf Helm I in Rot und die Rauten in den Feldern 2 und 3 entweder schwarz oder rot.

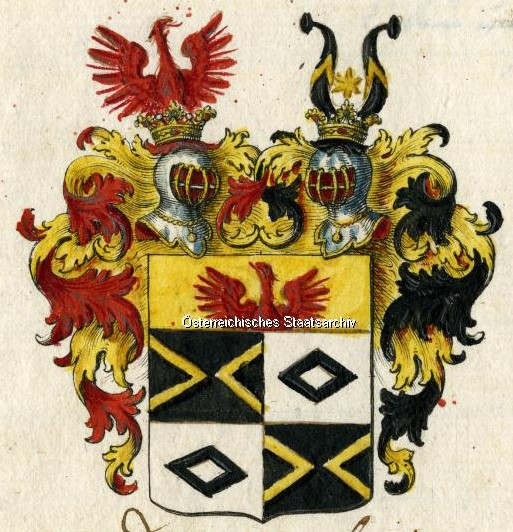
Wappen derer von Hymmen (1770)
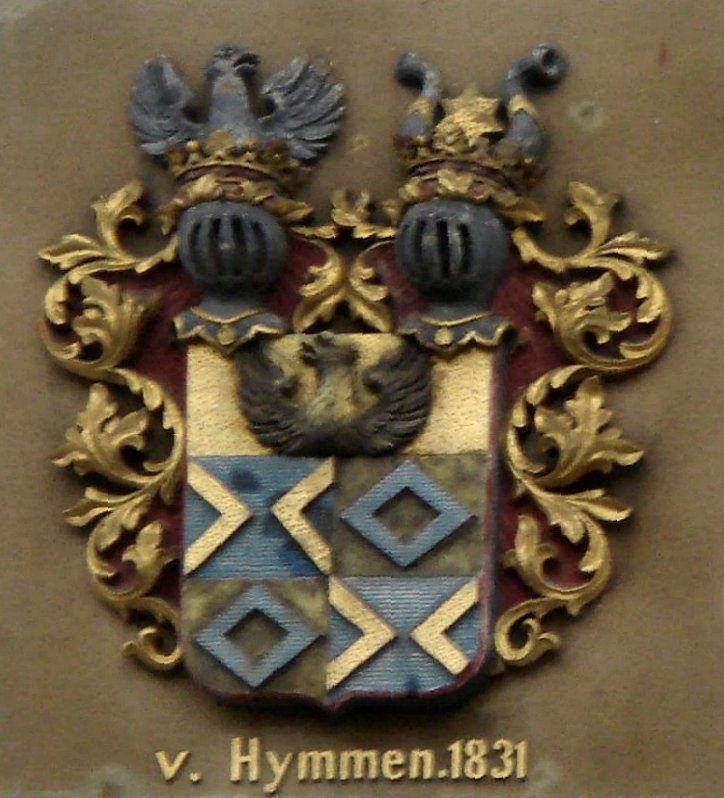
Wappen derer von Hymmen (mit falscher Tingierung)

## Persönlichkeiten

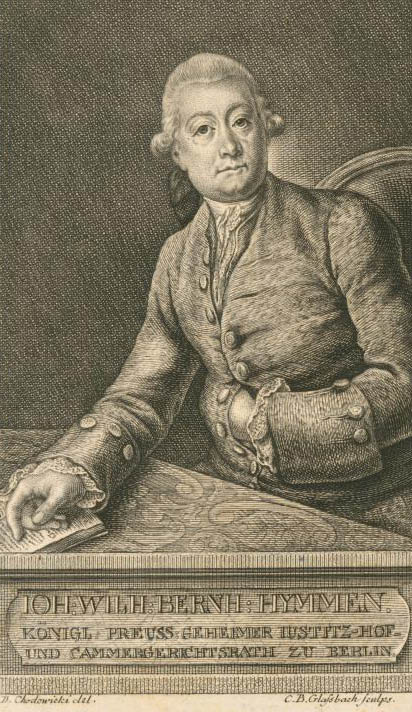
Johann Wilhelm Bernhard von Hymmen (1725–1787), Dichter

- Eberhard von Hymmen (1784–1854), preußischer Landrat der Rheinprovinz
- Friedrich Wilhelm Hymmen (1913–1995), deutscher Schriftsteller
- Johann Wilhelm Bernhard von Hymmen (1725–1787), preußischer Jurist, Autor und Dichter
- Johannes Hymmen (1878–1951), evangelischer Geistlicher, Vizepräsident des Evangelischen Oberkirchenrats der Kirche der Altpreußischen Union
- Karl von Hymmen (1824–1897), preußischer Generalleutnant
- Reinhard von Hymmen (1831–1909), deutscher Verwaltungsjurist und Landrat
- Heinrich von Hymmen (1880–1960), Ehrenkommendator des Johanniterorden[2]
- Reinhard von Hymmen (1914–1942), Marineoffizier und Kommandant von U 408